# Honda Dio
Con il nome Dio, dal nome del dio greco Dioniso, è stata commercializzata una serie di scooter dalla casa motociclistica giapponese Honda a partire dal 1988, disponibili in più cilindrate.

## Ciclomotori
Live Dio ZX
Il Live Dio ZX (codice Honda AF35) è stato prodotto negli anni novanta e 2000 ma importato (e reimmatricolato con questo nome) in Italia dalla BSV e dalla Carpimotor tra il 1994 e il 2003. Nella linea originale Honda la sua denominazione era Dio ZX per la versione più ricca o Live Dio per quella più economica.
Il Live Dio ZX fu il primo mezzo a cilindro orizzontale della famiglia Dio; la produzione dello Zx fu segnata da diversi punti importanti per la storia della Honda, e può essere divisa in 3 fasi principali: dal 1994 al 1996, dal 1997 al 2001, e dal 2001 al 2003. Nella prima lo Zx era equipaggiato con cerchi in ferro come i suoi predecessori, ma con forcelle idrauliche. Nel 1997 il faro giallo fu sostituito da uno alogeno molto potente, dalla sfumatura violacea. Il collettore di aspirazione fu modificato nel suo ancoraggio ai carter, passando da 4 a 3 bulloni, l'albero motore cambiò lievemente, e anche la centralina, così come il blocchetto di avviamento, più robusto rispetto al precedente. Lo Zx del 94/96 utilizzava quindi evidentemente numerose soluzioni tecniche ereditate dai suoi predecessori, tra le quali anche l'albero da 14mm e la trasmissione con piatti frizione più grandi rispetto ai precedenti modelli, ma presenti dal 93 nel SuperDio Zx e che rimasero fino alla fine della produzione nel 2003.
Sempre nel 97 i cerchi furono per la prima volta in lega leggera color oro, così come le forcelle, il tutto per rendere il mezzo più simile alle moto Honda. Nel 2001 il faro diventò lievemente azzurro, fu eliminata la serratura dell'apertura sella, ora inserita nel nuovo blocchetto d'avviamento blindato con chiave magnetica. Dal 2000 arrivò inoltre il primo scarico catalitico, rendendo lo ZX conforme alla normativa Euro 1. Esistono numerosissime colorazioni oltre a edizioni limitate quali quella con la frenata combinata CBS e quella rarissima con l'ABS, sistema mai visto prima o dopo su uno scooter da 50 cm³. In Giappone fu molto venduta l'edizione "Cesta" realizzata per chi utilizza lo scooter come mezzo di lavoro, munita di cestino sullo scudo anteriore e di una diversa collocazione del faro.
Anche il telaio subì negli anni delle leggere modifiche al fine di renderlo più resistente soprattutto nella parte della pedana piuttosto fragile.
Come per gli altri della famiglia Dio, anche del Live Dio Zx esiste una versione economica: la Live Dio. Tale versione, oltre a non prevedere le forcelle idrauliche bensì a molla, ha cerchi in lamiera stampata, nessuno spoiler con seconda luce di stop a led, e non trova all'anteriore un freno a disco ma un classico freno a tamburo. Tale versione viene commercializzata soprattutto nell'Europa dell'Est, nei paesi asiatici meno ricchi e ovviamente in Giappone, come alternativa a quella più esclusiva.
Dio Z4
L'Honda Dio Z4 (codice Honda AF63) è il sesto modello in ordine cronologico di scooter 50 della famiglia (dopo Dio Sr, GP, SuperDio, SuperDio Zx e Live Dio Zx). Prodotto dal 2004 al 2009, è il primo ad essere equipaggiato, nella sua versione più cara, con un motore 49 cm³ a 4 tempi e 4 valvole in testa raffreddato a liquido, oltre al sistema di alimentazione a iniezione elettronica. È il primo a dimezzare i consumi tipici dei suoi predecessori (20 km/l contro 35 km/l circa in ciclo urbano), rientrando nella normativa antinquinamento Euro 2. È inoltre il primo ad avere un telaio totalmente nuovo in alluminio inscatolato e non più tubolare in acciaio, scomponibile in due parti, condiviso (come il motore), con l'Honda Zoomer. È il primo modello a utilizzare la frenata combinata CBS già presente da anni sulle maggiori cilindrate della casa giapponese (se si esclude una rara versione dell'Honda Dio ZX, denominata per l'appunto Combi Brake). Malgrado la sensibile riduzione del peso del telaio, l'utilizzo dei medesimi cerchi in lega leggera e di altre componenti all'avanguardia, lo scooter risulta più pesante di tutti i suoi predecessori a causa del blocco motore estremamente pesante e della massiccia elettronica.
Del Dio Z4 esiste inoltre una versione "economica" notevolmente diversa dal punto di vista tecnico. Questa, denominata semplicemente Z4, utilizza un motore sempre 4 tempi ma con solo 2 valvole in testa e alimentata a carburatore. Anche la ciclistica è impoverita, vedendo sempre i cerchi in lega (che equipaggiano i Dio dal 1997), ma le forcelle a molla e non idrauliche Showa anch'esse presenti dal restyling dello ZX nel 1997.